# Sex 'N' Money
Sex 'n' Money – drugi singel angielskiego DJ-a i producenta muzycznego Paula Oakenfolda z jego drugiego albumu studyjnego A Lively Mind. Wydany 13 listopada 2006 roku przez wytwórnię płytową, Perfecto Records. Gościnnie w nagraniu udział wziął amerykański wokalista Pharrell Williams.

## Lista utworów i formaty singla
Opracowano na podstawie materiału źródłowego.
- 7-ścieżkowy CD-singel

1. "Sex 'N' Money" (Radio Edit)
2. "Sex 'N' Money" (Benny Benassi Radio Edit)
3. "Sex 'N' Money" (Club Mix)
4. "Sex 'N' Money" (Benny Benassi Pump-Kin Club)
5. "Sex 'N' Money" (Benny Benassi Pump-Kin Dub)
6. "Sex 'N' Money" (Kenneth Thomas Distorted Values Mix)
7. "Sex 'N' Money" (Nat Monday Mix)